# 제노포비아
제노포비아(Xenophobia)는 외국인 또는 이민족 집단을 혐오, 배척이나 증오하는 것을 말한다. 제노포비아는 이방인이라는 의미의 '제노'(Xeno)와 혐오를 의미하는 '포비아'(Phobia)가 합성된 말이다. 한국어 번역으로 이방인혐오(異邦人嫌惡)라는 말을 사용하기도 하며, 외국인에 대한 혐오는 외국인혐오(外國人嫌惡)로도 부른다.

## 개요
경제 대공황으로 서구 사회에서는 외국인 노동자에 대한 혐오주의가 도래하였고, 이것이 경제적 빈곤 속에서 자신들과 동등하거나, 아니면 더 잘 사는 타민족에 대한 혐오로 변질되어 나치즘으로 나타났다.
유럽인권기구에는 극렬인종주의, 인종차별, 외국인 혐오, 반유대주의, 불관용에 대응하여 인권 보호를 목적으로 2002년에 채택된 인종주의 및 불관용에 관한 유럽평의회 법령에 따라, 인종주의 및 불관용 인권위원회(European Commission against Racism and Intolerance; ECRI)가 설치되어 있다.

## 같이 보기
- 단문화주의
- 다문화주의
  - 다문화주의에 대한 비판(영어판)
  - 다문화에 대한 찬성
- 외국인 범죄
- 공포장애
- 윌란스 포스텐 무함마드 만평 논란
- 2011년 노르웨이 테러
- 다문화교육

## 참고
1. ↑  “보관된 사본”. 2011년 8월 12일에 원본 문서에서 보존된 문서. 2012년 4월 16일에 확인함.